# Station Środa Śląska
Station Środa Śląska is een spoorwegstation in de Poolse plaats Środa Śląska.